# Choroba jako metafora
Choroba jako metafora (ang. Illness as metaphor) – esej socjologiczny Susan Sontag wydany w 1978 w Nowym Jorku w wydawnictwie „Farrar, Straus and Giroux”. 
Sontag napisała go po zachorowaniu na raka piersi i kwestionuje mentalność „ofiara sama jest sobie winna”, która stoi za językiem powszechnie używanym przy opisywaniu chorób oraz cierpiących na nie osób. 
Wychodząc od podobieństw pomiędzy powszechnymi poglądami na temat raka (sztandarowa choroba dwudziestego wieku) oraz gruźlicy (symboliczna choroba dziewiętnastego wieku), Sontag pokazuje jak obydwie choroby były kojarzone z osobowymi, psychologicznymi cechami. W szczególności, pokazuje jak metafory i określenia używane do opisywania obydwu zespołów prowadzą do kojarzenia stłumionej pasji i samej choroby fizycznej. Zwraca też uwagę na typowe nadużycie, w którym „we współczesnych chorobach (ongiś gruźlica, teraz rak), romantyczna idea wyrażania charakteru poprzez chorobę jest niezmiennie rozciągana do stwierdzenia że charakter powoduje chorobę - ponieważ nie znalazł ujścia. Pasja kieruje się do wewnątrz, uderzając i rujnując najgłębsze komórkowe zakamarki.”
Temat ten został rozwinięty w pracy z 1988 roku, AIDS i jego metafory.
W 2016 książka została wydana po polsku przez Wydawnictwo Karakter. Tłumaczył z angielskiego Jarosław Anders. 